# Doryfera ludovicae
Bico-de-lança-grande ou bico-de-lança-de-testa-verde (Doryfera ludovicae) é uma espécie de ave da família Trochilidae (beija-flores).
Pode ser encontrada nos seguintes países: Bolívia, Colômbia, Costa Rica, Equador, Panamá, Peru e Venezuela.
Os seus habitats naturais são: regiões subtropicais ou tropicais húmidas de alta altitude.